# Déborah François
Déborah François, född 24 maj 1987 i Liège, är en belgisk skådespelare.
Hon spelade rollen som Sonia i Barnet från 2005 som vann Guldpalmen vid filmfestivalen i Cannes. Andra filmer hon medverkat i är bland andra Hemlig agent, En studie i hämnd och Första dagen på resten av ditt liv. 
François är bosatt i Paris. 